# وایولت وانبرو
وایولت وانبرو (انگلیسی: Violet Vanbrugh; ۱۱ ژوئن ۱۸۶۷ – ۱۰ نوامبر ۱۹۴۲) هنرپیشه اهل انگلستان بود.
از فیلم‌ها یا برنامه‌های تلویزیونی که وی در آن نقش داشته‌است می‌توان به مکبث و هنری هشتم اشاره کرد.